# ديفيد بروكس (صحفي)
ديفيد بروكس (بالإنجليزية: David Brooks)، ولد في 11 أغسطس 1961. هو صحفي كندي الأصل، من يمين الوسط الأمريكي، ومعلق ثقافي، يكتب لنيويورك تايمز. عمل بروكس كناقد سينمائي في واشنطن تايمز، ومراسل ومحرر للعمود الملحق في وول ستريت جورنال، محرر خبير في ويكلي ستاندرد منذ بدايتها، محرر مساهم في نيوزوييك وذا أتلانتيك، ومعلق في الإذاعة الوطنية العامة وبي بي إس نيوز آور.

## النشأة
ولد بروكس في تورونتو، أونتاريو، حيث كان والده يعمل على الحصول على شهادة الدكتوراه في جامعة تورونتو. قضى السنوات المبكرة من حياته في مشروع ستويفيسانت تاون السكني متوسط الدخل في وسط منهاتن. كان والده يدّرس الأدب الإنكليزي في جامعة نيويورك، بينما درست والدته التاريخ البرطاني للقرن التاسع عشر في جامعة كولومبيا. كان بروكس يهوديًا ولكن قلما كان يذهب للكنيس. كطفل صغير، ارتاد بروكس مدرسة غريس جرج، وهي مدرسة ابتدائية أسقفية في قرية غرين ويتش. عندما كان عمره 12 عامًا، انتقلت عائلته إلى منطقة خط فيلاديلفيا الرئيسي، في ضواحي فيلاديلفيا الغنية. تخرج من ثانوية رادنور في عام 1979. في 1983، تخرج بروكس من جامعة شيكاغو بشهادة في اختصاص التاريخ. كانت أطروحته الرئيسية عن كاتب العلم الشعبوي روبرت أردري.
كطالب جامعي، ساهم بروكس بشكل متكرر في كتابة التعليقات والمقطوعات الهجائية في منشورات الجامعة. في عامه الجامعي الأخير، كتب محاكاة ساخرة لأسلوب حياة المحافظ الثري ويليام فرانك باكلي جونيور، الذي كان مقررًا له أن يتحدث في الجامعة: «في فترة ما بعد الظهر، اعتاد الذهاب إلى الغرف المكتظة وجعل الجميع يشعرون بالنقص. الأمسيات محجوزة لمسابقات طويلة من التباهي بالمعارف المرموقين.» أضاف بروكس هذه الملاحظة إلى قصته «قد يقول البعض أنني أحسد السيد بوكلي. ولكن الحق يقال، أنا فقط أريد عملًا، وطريقتي في السؤال غريبة. فماذا عن ذلك يا بيلي؟ هلأ أعطيتني دايمًا؟ عندما وصل بوكلي ليلقي كلامه سأل عما إذا كان بروكس في جمهور المحاضرة وعرض عليه وظيفة.»

## الحياة المهنية
في عام 1986، عينت وول ستريت جورنال بروكس، حيث عمل فيها كمحرر لقطاع مراجعات الكتب. كما عمل بها لمدة خمس شهور كناقد سينمائي. وبين 1990 و1994، عينت وول ستريت جورنال بروكس ككاتب عمود صحفي في الملحق للجريدة إلى إقليم بروكسل العاصمة، حيث غطى أحداث روسيا (وقام بالعديد من الرحلات إلى روسيا)، والشرق الأوسط وجنوب أفريقيا والشئون الأوروبية. وأثناء عودته، التحق بروكس بالصحيفة المحافظة الجديدة ويكلي ستاندرد أثناء انطلاقها في 1994. في عام 1996، حرر مجموعة مختارات بعنوان إلى الأمام وإلى الخلف: الكتابة المحافظة الجديدة.
في عام 2000، نشر بروكس كتابًا للنقد الثقافي بعنوان «بوبوس في الجنة: الطبقة العليا وكيف وصلت إلى هناك». الكتاب باعتباره أنشودة للاستهلاكية، جادل أن الإدارة الجديدة أو «الطبقة العليا» تمثل الزواج بين المثالية الليبرالية للستينات والمصلحة الذاتية للثمانينات.
طبقًا لمقال منشور في عام 2010 في مجلة نيويوك، كتبه كريتسوفر بيم، استدعت بروكس محررة الصفحة الافتتاحية غيل كولينز في نيويورك تايمز في عام 2003 لتناول الغذاء.
تطلعت كولينز إلى محافظ لاستبدال كاتب العواميد الصحفية الراحل ويليام سافير، ولكنها أرادت من يفهم التفكير الليبرالي أيضًا. قالت كولينز «كنت أبحث عن نوع من الكتاب المحافظين لا يجعل القراء يصرخون ويلقون بالجريدة في الشارع». بدأ بروكس العمل في سبتمبر 2003. يقول بروكس: «كانت الشهور الستة الأولى بائسة، لم أشعر أني مكروه هكذا من قبل.»
كان بروكس أستاذًا زائرًا في معهد تيري ستانفورد للسياسة العامة في جامعة ديوك ودرَّس في ندوة للطلبة الجامعيين في نهاية 2006. في عام 2013 درّس مساقًا في جامعة ييل عن التواضع الفلسفي.
في عام 2012، انتُخب بروكس في مجلس الثقات في جامعة شيكاغو. كما عمل في مجلس المستشارين في معهد السياسة في جامعة شيكاغو. 

## الرؤى السياسية
إيديولوجيًّا، وصِف بروكس باعتباره معتدل، وسط، محافظ، أو محافظ وسط. وصف بروكس نفسه كـ«معتدل» وقال في مقابلة عام 2017 أن «من أهدافه أن يمثل فلسفة سياسية معتدلة للحزب الجمهوري وحزب الأحرار البريطاني.» وصف الصحفي المحافظ ديفيد وارين في «أوتاوا سيتيزين» بروكس بأنه «مثقف معقد»، فهو «واحد من الجمهورين الذين يريدون الارتباط بالخطط الليبرالية». وعندما سُئل عن التهم الموجهة إليه بأنه «ليس محافظًا حقيقيًّا» قال بروكس: «إذا كنت تعرِّف الاتجاه المحافظ بدعم المرشحين من الحزب الجمهوري والاعتقاد بأن تقليل الضرائب هو الحل لكل المشاكل، فأظن أنني لا أتفق مع تلك الخطة. ولكني أعتقد أنني أنتمي للتقليد المحافظ الذي يرجع إلى إدموند بيرك وألكسندر هاميلتون». في الواقع، قرأ بروكس كل أعمال بيرك عندما كان طالبًا جامعيًّا في جامعة شيكاغو ولم يُعجب بها، ولكنه اتفق معه بعد فترة 5 أو 7 سنوات. يدعي بروكس أن بغضه له في البداية كان بسبب أنه لمس شيئًا لم يعرفه أو لم يحبه في نفسه. في سبتمبر 2012، تحدث بروكس عن الانتقادات الموجهة له من الجانب المحافظ، قائلًا: «إذا كان ذلك من وغد، فلا أمانع. وإذا كانت ميشيل مالكين التي تهاجمني، فلا أمانع. لا أمانع أن يمدحني الليبراليون، أما إذا قيل أني ليبرالي حزبيًّا، فعلي إعادة التفكير في ذلك».
يصف بروكس نفسه بأنه كان ليبراليًّا في البداية، ويظن أن نقطة التحول في تفكيره وقعت عندما كان طالبًا جامعيًّا يقدم وجهة النظر الاشتراكية في المناظرة مع عالم الاقتصاد المؤيد للسوق الحر والحائز على جائزة نوبل ميلتون فريدمان. وكما يصف بروكس: «لقد أوضحت وجهة النظر، ووضع هو جملتين تهدمان وجهة نظري تمامًا، لم تكن تلك اللحظة بالتحديد التي حولتني إلى محافظ ولكن...»
قبل غزو العراق عام 2003، دعم بروكس بقوة التدخل العسكري الأمريكي، في صدى للاعتقادات الصحفية واعتقاد الشخصيات السياسية باعتبار القوات الأمريكية والبريطانية قوات التحرير. في 2005، كتب بروكس ما وصفه جوناثان تشايت بـ"متعال بشدة" في عمود يتحدث عن السيناتور هاري رايد كـ"منظّر للمؤامرة لأنه يتهم إدارة [جورج بوش] بتزييف استخباراتها عن العراق." بحلول 2008، أي بعد خمس سنوات على الحرب، تمسك بروكس بوجهة نظره عن صحة قرار الحرب، ولكنه اتهم وزير الدفاع دونالد رامسفيلد بإفشال الجهود العسكرية للولايات المتحدة. في 2015، كتب بروكس: "من الوضع الحالي، يتضح أن قرار الذهاب للحرب كان خاطئًا" ذلك القرار الذي أصدره الرئيس بوش في 2003 ودعمه أغلب الشعب الأمريكي بما فيهم بروكس نفسه. كتب بروكس: "ظن الكثير منا أنه بإزاحة صدام حسين من حكم العراق فإننا بذلك ننهي إمبراطورية شريرة أخرى ونفتح الطريق للتطور الإنساني في المنطقة العربية، فهل حدث ذلك؟ في عام 2004 كنت سأقول نعم، في عام 2006 كنت سأقول لا. وفي عام 2015 أقول نعم ولا، ولكن في الغالب لا. مستشهدًا بتقرير روب-سيلبرمان، رفض بروكس فكرة أن الاستخبارات حول أسلحة الدمار الشامل في العراق كانت مؤامرة مدفوعة بالضغوط السياسية. ولكنه رأى أن الحرب كانت خطأً سياسيًّا يطلب منهم أن يتحلوا بالتواضع الإبستمولوجي.
في مارس 2007، كتب بروكس مقالًا في نيويورك تايمز بعنوان «لا يوجد منعطف للخلف»، شرح فيه بروكس رأيه بشأن أهمية إبعاد الحزب الجمهوري عن مبادئ الحكومة المحدودة المحافظة التي نشأت في عصر رونالد ريغان وباري جولدواتر. مشددًا على أن تلك المفاهيم خدمت أغراضًا معينة في الماضي ولم يعد لها فائدة حاليًا إذا أراد الحزب الجمهوري الفوز بالانتخابات.

## الرؤى الاجتماعية
عارض بروكس ما يراه بالسلوك المدمر للذات، مثل انتشار جنس المراهقين والطلاق. يرى بروكس أن «الجنس صار صريحًا في كل مكان باستثناء الحياة الواقعية. حيث تركز وسائل الترفيه حاليًا على الجنس، أصبح المراهقون الأمريكيون حاليًا زاهدين جنسيًا، وينتظرون وقتًا أطول من أجل ممارسة الجنس... ولديهم عدد أقل من الشركاء». إنه يرى انتهاء الحرب الثقافية، لأنه «يبدو أن الصغار أكثر سعادة بصراحة اليسار وحكمة اليمين.» ونتيجة لذلك، فإنه متفائل بشأن استقرار الولايات المتحدة الاجتماعي، والذي يعتبره «جزء من اللحظة المذهلة للإصلاح والتحسين».
في بداية 2003، كتب بروكس لصالح زواج المثليين، مشيرًا إلى أن الزواج قيمة محافظة تقليدية. وبدلًا من معارضته، كتب بروكس: «علينا أن نصر على زواج المثليين. علينا أن نعتبر عدم إمكانية زواج شخصين يحبان بعضهما ولا يمكنهما ربط ذلك الحب بميثاق بمثابة العار... يقع على عاتق المحافظين صياغة الحجة المهمة للزواج، ومنه زواج المثليين.»
كما يأخذ بروكس موقفًا معتدلًا بشأن الإجهاض، إنه يعتقد أن الإجهاض يجب أن يكون قانونيًّا، ولكن مع موافقة الوالدين، خلال 4 أو 5 شهور من الحمل، وغير قانونيّ بعد ذلك، إلا في حالات نادرة.
وحول شرعية المخدرات، يعبر بروكس عن معارضته لانتشار الماريغوانا، قائلًا أن انتشار استخدام المخدرات يشجع السلوكيات غير الأخلاقية. يدعي بروكس أنه دخن الماريغوانا في شبابه ولكنه أقلع عنها بعد حادثة مهينة: كان بروكس يدخن الماريغوانا أثناء ساعة الغذاء في المدرسة وشعر بالإحراج خلال حديث بالفصل، حيث شعر حينها أنه غير قادر على الحديث العاقل.

## الانتقادات
تعرضت كتابات بروكس حول علم الاجتماع للانتقادات لكونها مبنية على الأفكار النمطية وتقديمها لادعاءات خاطئة على أنها حقيقية. في عام 2004، كتب ساشا إيسينبيرغ لمجلة فيلاديلفيا «بوبوس في الجنة» مستنتجًا أن العديد من تعليقاته عن أمريكا الوسطى كانت مضللة أوعكس الحقيقة تمامًا.
ناقش مايكل كينسلي أن بروكس كان مذنبًا «بالتعميم الجريء... بروكس لا يدع علم الاجتماع يقف في طريق أسلوبه الفكاهي، ويستخدم لبيسة حذاء حقيرة عندما يريد للنظرية أن تناسب المزحة». أرسل كاتب الرأي توم سكوكا إلى شركة غاوكر، التي انتقدت عمل بروكس بشكل مستمر، مجادلًا كاتب الرأي أن بروكس لا يستعمل الحقائق والإحصائيات ليدعم سياسته ومواقفه، كاتبًا «ربما لأنه ينظر إلى الحقائق والإحصائيات كفرصة للأشخاص غير النزيهين للتسبب بالأذى».
```
وعلاوة على ذلك، ففي كتابتها لمجلة نيويورك، انتقدت آني لوري طرق بروكس الإحصائية عندما يجادل بموقفه من الإصلاح السياسي، مدعيًة أنه استخدم رياضيات خادعة ومضللة جدًا".
[
32
]
```

## وصلات خارجية
- ديفيد بروكس على موقع IMDb (الإنجليزية)
- ديفيد بروكس على موقع الموسوعة البريطانية (الإنجليزية)
- ديفيد بروكس على موقع ميوزك برينز (الإنجليزية)
- ديفيد بروكس على موقع إن إن دي بي (الإنجليزية)
- ديفيد بروكس على موقع قاعدة بيانات الفيلم (الإنجليزية)